# Riacho dos Machados
Riacho dos Machados è un comune del Brasile nello Stato del Minas Gerais, parte della mesoregione del Norte de Minas e della microregione di Janaúba.